# وسام عيد
وسام عيد (2 أكتوبر 1976 – 25 يناير 2008) مسؤول استخباراتي رفيع المستوى داخل (قوى الأمن الداخلي) اللبنانية. كان مسؤولاً عن الجانب الفني للتحقيقات في الهجمات التي وقعت منذ 2004، وقدم معلومات مهمة للتحقيق الدولي في اغتيال رئيس الوزراء السابق رفيق الحريري.

## عن حياته
ولد عيد في 2 أكتوبر 1976 في بلدية ديرعمار قرب طرابلس. وهو نجل ضابط في قوى الأمن الداخلي اللبنانية، درس في طرابلس، ثم حصل على دبلوم الهندسة في نظم المعلومات الحاسوبية من جامعة البلمند عام 1999.

## اغتياله

### خلفية
كان عيد أحد الضباط الأساسيين في فرع المعلومات ويتولى متابعة ملف جميع التفجيرات التي وقعت في لبنان، ومن بينها التفجير الذي أدى إلى اغتيال رفيق الحريري، وقالت والدته في تصريح لقناة الحدث «تحقيقات ابني أكدت أن السيارة التي وضعت متفجرات اغتيال الحريري توجهت للضاحية الجنوبية»، لافتة إلى أن «حزب الله هدد ابني مرتين للتوقف عن التحقيقات باغتيال الحريري.»  كما اكتشف عيد، قبل اغتياله -بحسب وسائل الإعلام اللبنانية- «شبكة هواتف أرضية داخل الضاحية الجنوبية لبيروت»، مُرتبطة بقضية اغتيال الحريري، وحصل من شركات الهاتف اللبنانية، على سجلات المكالمات للهواتف المحمولة التي سجلت من الأبراج الملاصقة لفندق السان جورج -الذي اغتيل الحريري قربه-، وبعد وقت قصير وجد الهواتف «الحمراء» التي استخدمها من قاموا بالتفجير، ثم اكتشف شبكات الهواتف «الزرقاء» و«الصفراء» و«الوردية»، وهذه الشبكات التي اعتمدت عليها المحكمة في حُكمها الصادر في 18 أغسطس 2020، بإدانة سليم عيّاش، بتهمة اغتيال رفيق الحريري.

### حادثة اغتياله
في 25 يناير / كانون الثاني 2008، في الساعة العاشرة صباحًا، على الرغم من تواجده في عربته المصفحة، أدى هجوم بسيارة مفخخة تحتوي على عبوة ناسفة لا تقل عن 50 كجم من المتفجرات إلى مصرعه مع حارسه الشخصي واثنين من المدنيين، وإصابة عشرات الأشخاص. ووقع الهجوم في ضاحية حازمية.